# Euromoneta
Un'euromoneta (chiamata più comunemente eurodivisa o eurovaluta) è una valuta detenuta presso una banca situata fuori dal paese di emissione di tale valuta. Si parlerà dunque di eurodollari per conti in dollari fuori dagli Stati Uniti o di euroyen per un conto in yen fuori dal Giappone.

## Origine dell'espressione
Questo uso del prefisso “euro-” è una conseguenza indiretta della guerra fredda. Risale agli anni '50, quando l'Unione Sovietica decise per precauzione di tenere i propri averi in dollari in banche site a Londra, invece che sul territorio degli stessi Stati Uniti, al fine di evitarne al meglio un'eventuale confisca. È quindi da Londra che l'URSS li investiva sul mercato monetario americano. Nelle banche americane, questi fondi venuti dall’estero vennero chiamati impropriamente “eurodollars” (ovvero "eurodollari"), per contrazione di “European Dollars”, e l'espressione rimase. Successivamente l’espressione fu estesa alle altre valute: gli euroyen sono così yen detenuti da una banca situata in un territorio fuori dal Giappone.

## Eurobbligazioni
L'uso del prefisso “euro-” fu esteso nel 1963 alle obbligazioni (“eurobbligazioni”, in inglese: “eurobonds”) emesse fuori dal paese d'origine della valuta in cui sono denominate.

### Un’origine fiscale americana
La legislazione fiscale americana fu cambiata nel luglio 1963 (introduzione dell'“interest equalization tax”) con lo scopo di scoraggiare la raccolta di fondi negli Stati Uniti da parte di emittenti non residenti, tra cui le filiali estere delle multinazionali americane. Fino a quel momento, i bisogni internazionali
di finanziamento in dollari statunitensi venivano soddisfatti mediante l'emissione di obbligazioni a New York. Di conseguenza, le emissioni internazionali di obbligazioni in dollari si spostarono in Europa, principalmente a Londra, dove non esistevano questi aspetti fiscali e dove abbondavano potenziali investitori. Il mercato eurobbligazionario era quindi nato.
Il primo prestito eurobbligazionario fu il prestito Autostrade 5,50% 1978, di una somma di 15 milioni di dollari e di una durata di 15 anni, introdotto nella borsa di Lussemburgo il 17 luglio 1963.

### Uno sviluppo intraeuropeo
Era necessario far quotare da qualche parte (in inglese: to list e quindi, nell'itanglese dei mercati dei capitali, listare) le obbligazioni così emesse. La Borsa di Lussemburgo offrì un servizio poco costoso, flessibile e pratico che si impose rapidamente.
Il sistema creato per le emissioni in dollari si estese alle valute europee, ma non per gli stessi motivi.
- Dalla parte degli emittenti, si trattava di emettere obbligazioni meno costose o per tempi più brevi rispetto a quanto avveniva sui mercati obbligazionari europei domestici, i quali erano altamente regolamentati, dotati di elevate commissioni fisse e sottomessi ad autorizzazioni amministrative e a vari divieti.
- Dalla parte degli obbligazionisti, il sistema era teoricamente destinato ai soli
  - investitori professionali, il che permetteva quindi di poter fare a meno dei costosi canali di emissione nazionali destinati a proteggere i privati;
  - investitori privati, questo sistema interessava anche moltissimo quelli attratti dall'evasione fiscale. Per informarli delle nuove emissioni, le banche arrivarono ad utilizzare un mezzo indiretto di pubblicità, ovvero la pubblicazione di “tombstone”, che letteralmente significa “lapidi”. Questo soprannome è dato dalla loro rassomiglianza grafica con un’epigrafe[2]. In particolare, si tratta di inserzioni pubblicitarie che elencano i sottoscrittori di un’emissione di titoli[3]. Esse avevano le caratteristiche del prestito, comportavano la dicitura “All the securities having been sold, this announcement appears as a matter of record only” (ovvero “Tutte queste obbligazioni sono state vendute - Pubblicazione a puro scopo informativo”) e... l’elenco delle banche che partecipavano al sindacato di emissione, dove era quindi possibile acquistare tali obbligazioni. Fu la figura del dentista belga ad imporsi come cliché universale per indicare l'acquirente privato di eurobbligazioni.

### Organizzazione professionale
L'AIBD (Association of International Bond Dealers) è stata creata nel 1968 dalle principali imprese attive nel mercato eurobbligazionario. Nel 1992, ha cambiato il suo nome in ISMA, International Securities Market Association, e nel 2005 è diventata l'International Capital Market Association.

### Euromoney
Euromoney è una rivista dedicata inizialmente alle eurobbligazioni e ora ai mercati finanziari in generale. La rivista interprofessionale del mercato obbligazionario è l'IFR, International Financing Review, pubblicata dalla Thomson Corporation.